# کنیسه اونی
کنیسه اونی (به گرجی: ონის სინაგოგა) یک کنیسه در گرجستان است که در شهر اونی واقع شده‌است. این بنا در سال ۱۸۹۵ میلادی ساخته شد.